# Eddie Dunbar
Edward „Eddie“ Dunbar (* 1. September 1996 in Banteer) ist ein irischer Radrennfahrer.

## Sportliche Karriere
Eddie Dunbar ist der erste Radsportler, dem es gelang, die Tour of Ireland der Junioren zweimal – 2013 und 2014 – zu gewinnen. Ebenfalls 2014 entschied er die Junior Tour of Wales für sich. 2015 unterschrieb er einen Vertrag mit dem britischen Radsportteam NFTO. Im selben Jahr wurde er jeweils irischer Vizemeister im Einzelzeitfahren sowie im Straßenrennen. Durch den zweiten Platz im Straßenrennen wurde er gleichzeitig irischer Straßenmeister in der Kategorie U23. Beim Straßenrennen der UCI-Straßen-Weltmeisterschaften 2015 in der U23-Kategorie fuhr er 75 Kilometer lang in einer führenden Gruppe vorne mit, belegte aber letztlich nur Platz 108.
Im Oktober 2015 bestätigte Dunbar, dass er 2016 zum Axeon Cycling Team von Axel Merckx wechseln werde. Bei dem Rennen La Côte Picarde im Frühjahr des Jahres war er dessen Vater Eddy Merckx aufgefallen, der ihm zu seiner Leistung gratuliert hatte. 2017 gewann er die Flandern-Rundfahrt in der U23-Klasse.
Nach diesen Erfolgen wurde der eher schmächtig wirkende Dunbar schon als kingpin (Stütze, wichtigster Mann) des irischen Radsports bezeichnet. In einem Interview sagte er: „I won't quit cycling till I've won the Tour de France.“ („Ich werde mit dem Radsport nicht aufhören, bis ich die Tour de France gewonnen habe.“)
2018 wechselte Eddie Dunbar zum irischen Aqua Blue Sport. Im September 2018 verließ er Aqua Blue aufgrund finanzieller Schwierigkeiten des Teams und wurde Mitglied im Team Sky. 2019 nahm er mit dem Giro d’Italia erstmals an einer Grand Tour teil und beendete diese auf Platz 22 der Gesamtwertung. 2021 gewann er die Nachwuchswertung der Tour de Suisse. In der Saison 2022 entschied er die Gesamtwertung der Settimana Internazionale Coppi e Bartali sowie der Tour de Hongrie für sich.
Nachdem er in seiner Zeit beim Team Sky (später Ineos Grenadiers) nur einen Grand Tour Einsatz bekommen hatte, unterschrieb Dunbar im Vorfeld der Saison 2023 einen Dreijahresvertrag beim australischen UCI WorldTeam Jayco AlUla. Nach einem Sturz bei der Valencia-Rundfahrt verpasste er einen Großteil des Frühjahres, ehe er Gesamtneunter der Tour de Romandie wurde und als Kapitän beim Giro d’Italia 2023 an den Start ging. Bei diesem überzeugte er auf den anspruchsvollen Bergetappen und belegte schlussendlich den siebten Gesamtrang. Am Ende des Jahres ging Dunbar nach Platz neun bei der Polen-Rundfahrt bei der Vuelta a España an den Start, die er jedoch nach einem Sturz auf der 5. Etappe aufgab. Im Jahr 2024 gab Eddie Dunbar sein Saison-Debüt bei der UAE Tour, wo er auf der ersten Etappe zu Sturz kam und sich einen Bruch der Hand zuzog. Auch den Giro d’Italia 2024 musste er nach einem Sturz bereits im Vorfeld der 3. Etappe verlassen. Nachdem er erstmals irischer Meister im Einzelzeitfahren geworden war, gewann er im August die 11. Etappe der Vuelta a España aus einer Ausreißergruppe.
Im Jahr 2025 ging Eddie Dunbar im Alter von 28 Jahren erstmals bei der Tour de France an den Start, die er nach einem Sturz auf der 9. Etappe jedoch frühzeitig aufgeben musste. Am 18. August gab er seinen Wechsel zum Schweizer UCI ProTeam Q36.5 Pro Cycling Team bekannt, wo er sich in die Dienste von Thomas Pidcock stellen soll.

## Ehrungen
2014, im Alter von 18 Jahren, wurde Eddie Dunbar zum „Radsportler des Jahres“ von Irland gewählt.

## Erfolge
2015
- Irischer Meister (U23) – Straßenrennen

2016
- eine Etappe An Post Rás
- Irische Meisterschaft – Einzelzeitfahren
- Irischer Meister (U23) – Einzelzeitfahren

2017
- Flandern-Rundfahrt (U23)

2021
- Nachwuchswertung Tour de Suisse

2022
- Tour de Hongrie
- Settimana Internazionale Coppi e Bartali

2024
- Irischer Meister – Einzelzeitfahren

## Grand-Tour-Platzierungen
| Grand Tour            | 2019 | 2020 | 2021 | 2022 | 2023 | 2024 | 2025 |
| --------------------- | ---- | ---- | ---- | ---- | ---- | ---- | ---- |
| Giro d’ItaliaGiro     | 22   | –    | –    | –    | 7    | DNF  | –    |
| Tour de FranceTour    | –    | –    | –    | –    | –    | –    | DNF  |
| Vuelta a EspañaVuelta | –    | –    | –    | –    | DNF  | 11   |      |